# Zungaro
Zungaro es un género de grandes peces de agua dulce de la familia Pimelodidae en el orden Siluriformes. Sus 2 especies habitan en aguas cálidas y templado-cálidas del centro y norte de América del Sur. Son denominadas comúnmente manguruyúes, manguruyúes amarillos, manguruyúes negros, apretadores, bagres tosqueros, bagres sapos, muturos, jaúes sapos, jaúes, yaúes, etc. Ambas especies alcanzan longitudes que rondan los 140 cm de largo total, no siendo raros los ejemplares con pesos de 50 kg.

## Distribución
Zungaro habita en aguas templado-cálidas y cálidas del centro y norte de América del Sur, desde Colombia, Venezuela y las Guayanas, por las cuencas del Amazonas en Ecuador, Perú, Bolivia y Brasil, y en la del Orinoco, hasta la del Plata, en Paraguay, Uruguay, y el nordeste de la Argentina.

## Costumbres
Alimentación
Es un predador piscívoro, que habitualmente caza durante la noche. Se han reportado migraciones en persecución de otras especies de peces también migradoras.
Reproducción
Se reproduce sexualmente en forma ovípara. Es reproductivamente maduro cuando alcanza pesos de 10 kg. Su base reproductiva es en las bocas de los ríos, en suelos fangosos.

## Taxonomía
Este género fue descrito originalmente en el año 1858 por el ictiólogo holandés Pieter Bleeker.
Especies
Este género se subdivide en sólo 2 especies:
- Zungaro jahu (H. Ihering, 1898)
- Zungaro zungaro (Humboldt, 1821)

## Uso
Son peces muy buscados, tanto por los pescadores comerciales —por su carne— como por los deportivos —por el combate que brindan—. Esta presión ha hecho desaparecer a algunas poblaciones, por ejemplo la que habitaba en el extremo austral de su distribución, lo que obligó a tomar medidas para su protección. Por ejemplo, en la Argentina, toda la provincia de Entre Ríos fue declarada zona de prohibición por tiempo indeterminado para la pesca deportiva y comercial del manguruyú, mediante la resolución Nº 1866/86 DG de 1986.